# 경기대학교 정치전문대학원
경기대학교 정치전문대학원(Graduate School of Political Studies, GSPS)은 대한민국 서울특별시에 위치한 전문대학원이다. 정치전문대학원(GSPS)은 1995년에 설립되었으며 국제정치학, 정치학, 공공정책학, 북한학을 결합한 한국 최초의 정치분야 전문대학원이다. 정치전문대학원은 정치학, 외교안보학, 북한학, 그리고 공공정책학의 수업을 제공하며, 궁극적으로 정치학, 국제정치학, 행정학 석박사 학위를 취득할 수 있다.

## 학과
GSPS에는 정치법학과, 북한학과, 외교안보과, 공공정책학과 총 4개의 학과가 있다. GSPS는 정치학, 국제정치학, 행정학에서 2년의 석사 학위와 3년의 박사 학위를 제공한다.
● 정치법학과(정치학 석사, 박사)
● 북한학과(정치학 석사, 박사)
● 외교안보학과(국제정치학 석사, 박사)
● 공공정책학과(행정학 석사, 박사)

## 주요 대학원 동문
박사
- 김은기: 제30대 공군참모총장, 제10대 대전과학기술대학교 총장(2003년 외교안보학과 국제정치학 박사)
- 윤후덕: 제19대, 제20대, 제21대 국회의원(2009년 정치법학과 정치학 박사)
- 김수연: 제10대 국제신학대학원대학교 총장(2011년 공공정책학과 행정학 박사)
- 김형석: 전 통일부 차관(2012년 북한학과 정치학 박사)
- 김병주: 제21대 국회의원, 전 육군 대장(2015년 외교안보학과 국제정치학 박사)
- 김진: 채널A 앵커(2021년 정치법학과 정치학 박사)

석사
- 최구식: 제17대, 제18대 국회의원(2006년 외교안보학과 국제정치학 석사)
- 이유성: 한국농수산식품유통공사 부사장(2019년 공공정책학과 행정학 석사)
- 강형식: 주밀라노 총영사(2019년 외교안보학과 국제정치학 석사)
- 이석재: 전 대통령경호실 이사관(2022년 공공정책학과 행정학 석사)

## 주요 교수
- 함성득: 대통령학 권위자, 現 정치전문대학원 원장[2]
- 박상철: 前 정치전문대학원 교수, 前 국회입법조사처장[3]
- 남주홍: 前 정치전문대학원 교수, 前국가정보원 1차장[4], 前 주캐나다 대사[5]